# Kanton Dannemarie

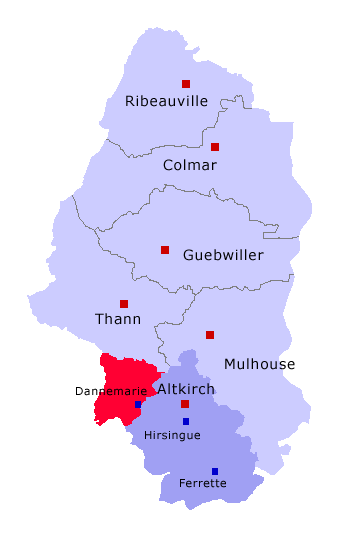
Lage des Kantons Dannemarie im Arrondissement Altkirch und im Département Haut-Rhin

Der Kanton Dannemarie war von 1790 bis 2015 ein französischer Wahlkreis im Arrondissement Altkirch, im Département Haut-Rhin in der Region Elsass, der 30 Gemeinden umfasste.

## Geschichte
Der Kanton wurde am 4. März 1790 im Zuge der Einrichtung der Départements als Teil des damaligen „Distrikts Belfort“ gegründet. Mit der Gründung der Arrondissements am 17. Februar 1800 wurde der Kanton als Teil des damaligen Arrondissements Belfort neu zugeschnitten. Von 1871 bis 1919 wurde er Teil des Kreises Altkirch, für den es keine weitere Untergliederung gab. Am 28. Juni 1919 wurde der Kanton Teil des Arrondissements Altkirch. Am 22. März 2015 wurde der Kanton aufgelöst.

## Gemeinden
- Altenach
- Ammerzwiller
- Balschwiller
- Bellemagny
- Bréchaumont
- Bretten
- Buethwiller
- Chavannes-sur-l’Étang
- Dannemarie
- Diefmatten
- Elbach
- Eteimbes
- Falkwiller
- Gildwiller
- Gommersdorf
- Guevenatten
- Hagenbach
- Hecken
- Magny
- Manspach
- Montreux-Jeune
- Montreux-Vieux
- Retzwiller
- Romagny
- Saint-Cosme
- Sternenberg
- Traubach-le-Bas
- Traubach-le-Haut
- Valdieu-Lutran
- Wolfersdorf